# Vaccinium longisepalum
Vaccinium longisepalum är en ljungväxtart som beskrevs av J. J.Smith. Vaccinium longisepalum ingår i Blåbärssläktet, och familjen ljungväxter. Inga underarter finns listade i Catalogue of Life.